# Lorna Arnold
Lorna Arnold OBE (7 de diciembre de 1915 - 25 de marzo de 2014) fue una historiadora británica que escribió una serie de libros relacionados con los programas de armas nucleares británicas.
Como la segunda historiadora oficial de los programas de armas nucleares británicas, tuvo acceso a documentos previamente secretos y conocía personalmente a muchas de las personas que participan del trabajo de la UKAEA. En su vejez, ella seguía siendo una participante activa en el debate de la inteligencia/histórica de la comunidad, como se evidencia por sus contribuciones a las reuniones como la Inteligencia del Grupo Oxford el 17 de junio de 2008.

## Primeros años
Lorna Arnold nació como Lorna Rainbow en Londres el 7 de diciembre de 1915. Sus padres eran Kenneth y Lorna Rainbow (née Dawson). Lorna era la mayor de cinco hijos. Su padre sirvió en la Primera Guerra Mundial, y después de la guerra, la familia volvió a la agricultura en Surrey. Ella asistió a la Escuela Primaria Waumborough y Guildford High School, y en 1934, recibió una beca para estudiar Literatura Inglesa en Bedford College, Universidad de Londres. Se graduó de Bedford College de Londres en 1937.
Después de graduarse, se formó como profesora en la Universidad de Cambridge, y pasó un año enseñando en la escuela secundaria. Ella fue llamada a servir en el gobierno durante la Segunda Guerra Mundial, y no regresó a la docencia.

## La Segunda Guerra Mundial, Berlín y Bizonia
En 1940, Lorna fue reclutada para trabajar en el esfuerzo de guerra del gobierno. Primero trabajó en la Oficina de Guerra, como parte de la Secretaría del Consejo del Ejército. Allí asumió responsabilidades cada vez mayores, muchas de ellas relacionadas con el suministro y la logística para el esfuerzo de guerra. Durante este tiempo, ella vivía en Londres, y al igual que muchos londinenses, experimentó los peligros de los ataques aéreos alemanes sobre Londres.
En 1944, se trasladó al Ministerio de Asuntos Exteriores como su primera mujer diplomática y trabajó en la Comisión Asesora Europea (EAC), haciendo los arreglos para la administración de la posguerra de Alemania. En agosto de 1945, Lorna envió a Berlín como parte del Consejo de Control Aliado, una empresa arriesgada justo después de la caída de Alemania. Ella informa que durante un tiempo, ella dormía con una pistola bajo la almohada durante la turbulenta época justo después de la caída de Berlín.
Después de la Segunda Guerra Mundial, Alemania fue dividida en cuatro zonas, gestionados por los británicos, americanos, franceses y rusos. (Ver zonas ocupadas por Alemania para más detalles.) Berlín también se dividió en cuatro zonas, y Lorna trabajó con sus homólogos de Francia, los EE. UU. y Rusia para coordinar la administración de los distritos y el suministro de alimentos a la población. Gran Bretaña tenía recursos muy limitados en el final de la Segunda Guerra Mundial, y en 1946, Gran Bretaña y los EE. UU. acordó administrar sus distritos en forma conjunta, bajo un esquema llamado Bizonia. 
En 1946, Lorna fue transferida a la Embajada británica en Washington D. C. y trabajó con los estadounidenses para administrar Bizonia. Durante su estancia en Washington, que tenía un escritorio en el Pentágono. Ella sirvió en Washington, al mismo tiempo como espía señalada por Donald Maclean. En 1949, regresó a Inglaterra.

## Obras publicadas
- (1974). Independence and Deterrence: Britain and Atomic Energy, 1945-52: Volume 1: Policy Making. (With Margaret Gowing).   London: Macmillan. ISBN 0-333-15781-8.
- (1974). Independence and Deterrence: Britain and Atomic Energy, 1945-52: Volume 2: Policy Execution. (With Margaret Gowing). London: Macmillan. ISBN 0-333-16695-7.
- (1987). A Very Special Relationship: British Atomic Weapon Trials in Australia. London: HMSO Books. ISBN 0-11-772412-2.
- (2001) Britain and the H-Bomb London: Palgrave Macmillian ISBN 0-312-23518-6 (with Katherine Pyne)
- (2006) Britain, Australia and the Bomb: The Nuclear Tests and Their Aftermath (International Papers in Political Economy)  (with Mark Smith) London: Palgrave Macmillian ISBN 1-4039-2101-6
- (2007)  Windscale 1957: Anatomy of a Nuclear Accident London: Palgrave Macmillian ISBN 0-230-57317-7
- (2012)  My Short Century Palo Alto, California: Cumnor Hill Books ISBN 978-0-9837029-0-0